# Pseudoschmidtia spatulata
Pseudoschmidtia spatulata är en insektsart som beskrevs av Marius Descamps 1964. Pseudoschmidtia spatulata ingår i släktet Pseudoschmidtia och familjen Euschmidtiidae. Inga underarter finns listade i Catalogue of Life.